# Torroella de Montgrí
Torroella de Montgrí este o localitate în Spania în comunitatea Catalonia în provincia Girona. În 2006 avea o populație de 10.588 locuitori. Ai un castel în munte Montgrí datat din s.X.

Municipiu din Torroella de Montgrí

1. ↑  Nomenclátor Geográfico de Municipios y Entidades de Población (20240402 edition)
2. 1 2   http://www.idescat.cat/pub/?id=aec&n=925&t=2016 Lipsește sau este vid: |title= (ajutor)